# Stefan Heckel
Stefan Heckel (* 31. Oktober 1969 in Graz) ist ein österreichischer Jazzmusiker (Piano, Akkordeon, Komposition), der auch im Bereich der Neuen Volksmusik tätig ist.

## Leben und Wirken
Heckel wuchs in einer musikalischen Familie auf; der Vater war nebenberuflich Chorleiter und Obmann des Steirischen Sängerbundes, die Mutter spielte Klavier und Gitarre und sang im Chor. Ab dem Alter von sechs Jahren erhielt er Klavierunterricht. Mit 14 Jahren spielte er mit Freunden in einer Funk- und Fusionband. Nach zwei Jahren Technikstudium entschloss er sich zum Musikerberuf und studierte bis 1996 Jazzpiano an der Universität für Musik und darstellende Kunst Graz und dann für ein Jahr Komposition an der Royal Academy of Music in London. Er gründete mehrere Ensembles, zunächst mit Julian Argüelles die Stefan Heckel Group, mit der er seit 1998 vier Alben mit eigenen Werken aufnahm. Daneben arbeitete er mit Nenad Vasilićs Balkan Band, Sainkho Namtchylak, John Edwards, Frank Gratkowski, Annette Giesriegl, Angela Tröndles Mosaik und Irina Karamarković (Songs from Kosovo). In Wien gründete er die Improvised Music Nights, die er über mehrere Jahre leitete. Es kam auch zur Zusammenarbeit mit dem Maler Giulio Camagni und dem Kinderbuchautor Heinz Janisch.
Als Akkordeonist gehörte Heckel (neben Paul Schuberth, Stefan Sterzinger und Nikola Zaric) zum Belofour Accordeon Quartett (gleichnamige CD), zur internationalen Mélange Oriental und zu den Wiener Ziehharmonikern, die mit Otto Lechner auftreten. Mit der Harfenistin Monika Stadler bildete er ein Duo.
Heckel unterrichtet seit 2000 am Jazzinstitut der Kunstuniversität Graz; zwischen 2012 und 2017 war er Vorsitzender der „Pop&Jazz Platform“ der European Association of Conservatoires (AEC). Aktuell (2019) ist er Mitglied der AEC-Arbeitsgruppe „Diversity, Identity & Inclusiveness.“
2010 wurde Heckel der Harry-Pepl-Preis verliehen.